# Voto por correo en Oregón

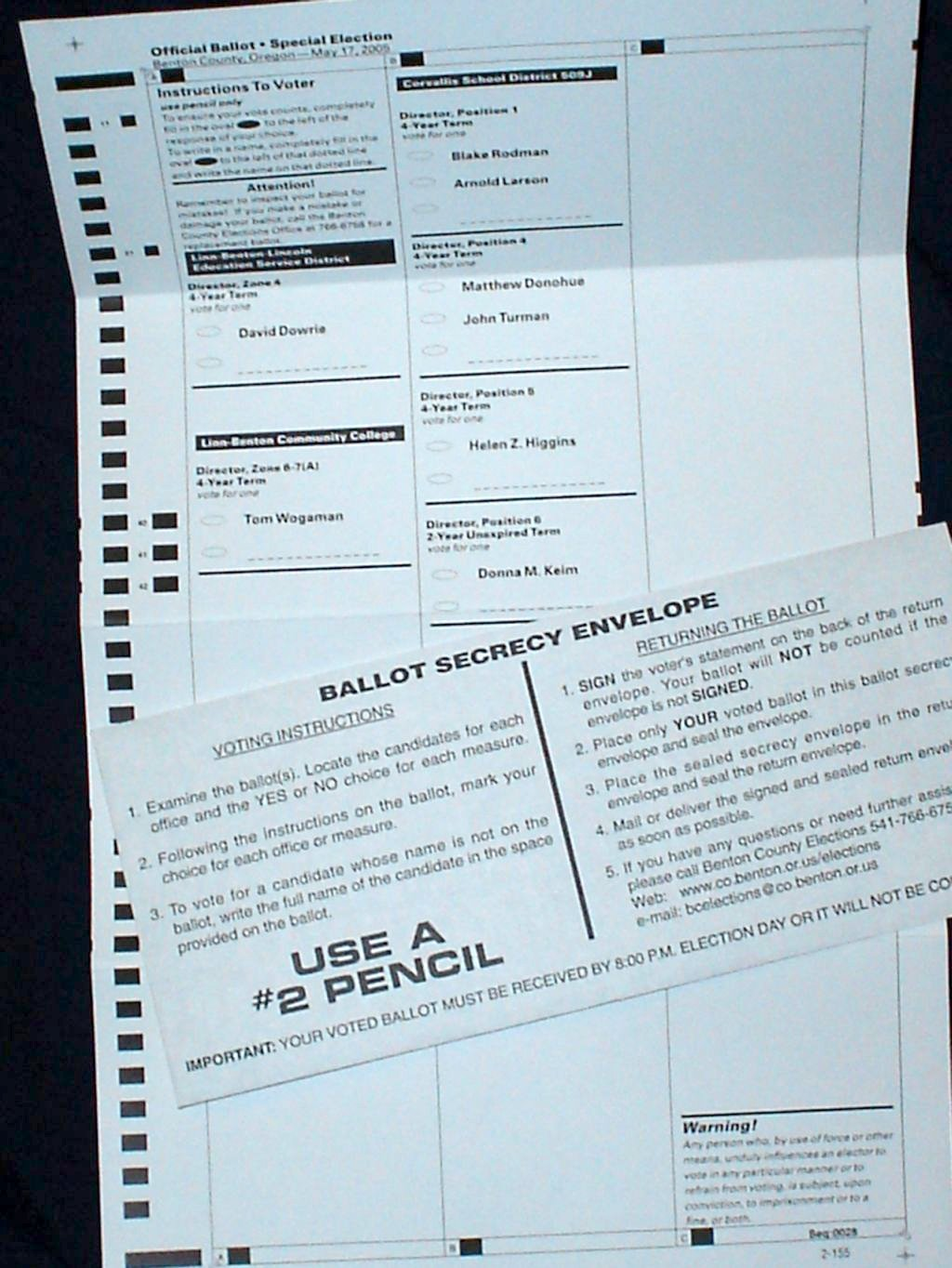
El voto por correo de Oregón

El voto por correo de Oregon se estableció  como mecanismo estándar para votar con Ballot Measure 60, una iniciativa ciudadana, en 1998. La medida convirtió a Oregón en el primer estado de los Estados Unidos en realizar sus elecciones exclusivamente por correo. La medida fue aprobada el 3 de noviembre de 1998, por un margen de 69.4% a 30.6%.

## Historia de votación postal en Oregón
El voto por correo ya se había implementado en menor grado en Oregón:
- 1981 La Asamblea Legislativa de Oregón aprueba el voto por correo para las elecciones locales, a discreción del condado; Al menos un lugar de votación en el condado tenía que permanecer abierto el día de las elecciones.
- 1987 El voto por correo se convierte en permanente, y la mayoría de los condados de Oregón lo utilizan.
- 1989 Un proyecto de ley de la Cámara para extender el voto por correo para incluir las elecciones primarias de 1990 fue rechazado en una votación de 33–27, sin línea de partido. El Grupo de trabajo del gobernador de 1992 sobre los servicios del gobierno local identifica el voto por correo en todo el estado como una de las oportunidades más importantes para ahorrar dinero en la realización de elecciones.[2]
- 1995 Oregón se convierte en el primer estado en realizar elecciones primarias federales totalmente por correo.
- 1996 El senador estadounidense Ron Wyden es elegido por correo con una participación del 66%, sucediendo a Bob Packwood.
- Los oregonianos de 1998 confirman su abrumador apoyo al voto por correo al aprobar la Medida 60.
- 2000 Oregón se convierte en el primer estado de la nación en realizar elecciones presidenciales por correo. Alrededor del 80% de los votantes registrados participaron.
- 2019 Oregón se convierte en el primer estado que no requiere franqueo pagado en los sobres de devolución de boletas. La Medida 60 eliminó las restricciones al voto por correo y la estableció como la única forma de votar para las elecciones en Oregón. También requería que se usara el voto por correo para las primarias bienales y las elecciones generales, así como para eliminar los lugares de votación.[2]

## Partidarios
Las organizaciones que apoyaron la iniciativa incluyeron la Liga de Mujeres Votantes de Oregón, la Liga de Votantes de Conservación de Oregón, AARP de Oregón y la Asociación de Educación de Oregón. Las personas que apoyaron la medida incluyeron al entonces gobernador John Kitzhaber, el secretario de estado de Oregón Phil Keisling y el exsenador estadounidense Mark Hatfield. Los partidarios de la medida afirmaron que aumentaría la participación de los votantes y haría las elecciones más convenientes para los votantes. El estado de Oregón también ahorraría un estimado de $ 3 millones al año, en los años en que ocurren elecciones primarias y generales.

## Oponentes
La oposición notable a la medida incluyó a la Representante estatal Lynn Snodgrass y al activista anti-impuestos Bill Sizemore. Los opositores afirmaron que el sistema invitaría al fraude electoral, así como a la posibilidad de que las personas se presionen entre sí en términos de cómo votan.